# Waldemar Kölle
Waldemar Kölle var under 1. verdenskrig en tysk officer og kaptajnløjtnant, som fra 7. april 1917 blev kommandant på det nybyggede marine-luftskib L 45, der først stationeredes i Ahlhorn og fra 5. juni i Tønder.
Under det såkaldte Silent Raid-bombetogt 19. oktober 1917 bombarderede han bl.a. Piccadilly Circus i London og undslap forfølgelse af engelske jagerfly, men førtes bort i stor højde af en kraftig vind og endte med at nødlande L 45 i Sydøstfrankrig, hvor han holdtes som krigsfange indtil 1921.

## Stationeret i Ahlhorn med L 45
Kaptajnløjtnant Kölle overtog 7. april 1917 sammen med 1. officer Bernhard Dinter luftskib L 45 og stationeredes i Ahlhorn sydvest for Bremen.
Kölle foretog i alt 12 rekognosceringer over Nordsøen og 3 bombetogter med L 45.
Det ene bombetogt vides ikke hvornår og kan være udført sammen med Dinter, men han afløstes allerede i starten af maj 1917 af oberstløjtnant Schütz som 1. officer.

### L 45's bombetogt 23./24. maj 1917
Natten mellem den 23. og 24. maj 1917 deltog Kölle og Schütz ombord på L 45 i et bombetogt planlagt mod London sammen med L 40 (E. Sommerfeldt), L 42 (Martin Dietrich), L 43 (Hermann Kraushaar) og L 47 (Richard Wolff).
På grund af skydække og vind var togtet en fiasko. Der kastedes 60 bomber over land og 1 person dræbtes. L 40 undslap et flyvebådsangreb ved Terschelling.

## Stationeret i Tønder med L 45
Kort efter Kölle og Schütz 5. juni 1917 flyttede L 45 til Tønder blev den tidligere 1. officer Dinter kommandant for L 23 stationeret samme sted. Han omkom dog 21. august 1917, da L 23 under rekognoscering ud for den jyske vestkyst uventet blev skudt ned af et jagerfly lettet fra dækket af et hangarskib.

### Silent Raid-bombetogtet 19. oktober 1917
Fredag den 19. oktober 1917 kl. 11.25 forlod L 45 (Kölle og Schütz) luftskibsbasen i Tønder sammen med L 54 (Buttlar-Brandenfels) i et stort anlagt bombetogt mod England ledet af sidstnævnte, hvor i alt 11 super-zeppelinere (R-klasse og nyere) deltog.
De 9 andre luftskibe kom fra Ahlhorn, Nordholz og Wittmundhafen.
Mens en stærk kold vind var ved at blæse op fra nord fløj luftskibene over Nordsøen i 4,8 km højde.

Angrebet gik over i historien som Silent Raid, men selvom ingen af de opsendte 73 engelske jagerfly fik ram på luftskibene, gik 5 af dem tabt efter de af den stærke nordenvind i stor højde førtes ned over fjendelandet Frankrig.

L 44 (Stabbert) blev skudt ned over Lorraine.
L 49 (Gayer) og L 50 nødlandede i Haute-Marne, men L 50 lettede med 4 ombordværende og forsvandt sporløst over Middelhavet.
L 55 (Flemming) ødelagdes under nødlanding ved Werra-floden i Thüringen.

### Bombning af Northampton
L 45 skulle ifølge planen bombardere Sheffield og nåede kl. 20.20 planlagt kysten ved Withernsea ved Humber, men måtte dreje mod sydvest og var kl. 21.50 kun nået videre til omkring Leicester, hvor det blev opdaget af et RAF F.E.2b-jagerfly fra Royal Flying Corps, som affyrede 3 runder skud, men kunne ikke følge med.
Der fortsattes sydover og kl. 22.45 indledte L 45 bombardement af Northampton med 22 bomber, heraf 9 brandbomber.
Bomberne faldt over bydelene Kingsthorpe, Dallington, Far Cotton og endelig St. James End lige vest for banegården, hvor den 5. bombe ramte gennem taget på Parkwood Street 46 og straks dræbte fru Eliza Gammons i soveværelset, mens hendes 13-årige tvillingedøtre Gladys og Lily senere døde af deres brandsår og shock.

En af bomberne fra Northampton vises nu på Sywell Aviation Museum 10 km nordøst for byen.

### Bombning af London
L 45 fortsatte sydover, men omkring kl. 23.30 så besætningen en masse lys og Schütz råbte: 'London!'. Luftskibet var nået til den nordvestlige del af byen, hvor første bombe kastedes tæt ved Hendon Aerodrome og gjorde en del skade på Grahame-White flyfabrikken.

På ruten mod centrum fulgtes hovedvej A5 (Kilburn Road) og de næste bomber faldt tæt ved Cricklewood jernbanestationen.

Ved Piccadilly Circus smadrede en 300 kg højeksplosiv bombe hele facaden på stormagasinet Swan & Edgar og dræbte 5 mænd og 2 kvinder, foruden at såre 18. De fleste ventede på bus.
Bomben sprængte et hul med 10 fod i diameter og 4 fod i dybden ned til en kælder under gaden mellem stormagasinet og te-butikken Cabin.

Syd for Themsen i Southwark-bydelen Camberwell ødelagde en bombe 3 huse i Albany Road tæt ved Burgess Park, hvor der dræbtes 10-12 personer og såredes mange, bl.a. i en fiske-restaurant, hvor en sømand på orlov holdt fest.

Endelig ramte en stor bombe Hither Green i den sydøstlige bydel Lewisham og ødelagde 26 småhuse, hvor 15 døde og 8 såredes.
12 af de døde var børn eller teenagere. De 8 døde var fra familien Kingston og de 4 fra familien Milgate.

Husene lå ved Glenview Road, som ved senere byfornyelse og byggeri af Hither Green jernbanestationen er omdøbt til Nightingale Grove.
I det disede vejr højt over London så L 45's besætning mindst 20 søgelys, men blev ikke opdaget.
Kölle fløj derpå østover og forsøgte at gå ned i lavere højde, men blev kort efter midnat opdaget over Medway af et RAF B.E.2c-jagerfly fløjet af løjtnant T. B. Pritchard fra No. 39 Home Defence Squadron og undveg ved at dreje sydover mod Hastings og udover den Engelske Kanal.

### Nødlanding i Sydøstfrankrig 20. oktober 1917
Undsluppet forfølgelsen ud over den Engelske Kanal i en ekstrem højde var besætningen udsat for kraftig turbulens, frost og højdesyge og luftskibet fik mekaniske problemer med styring og motorstop på 2-3 af de 6 motorer, men fortsatte ind over Belgien og Frankrig forbi Amiens og Compiègne med kurs mod det krigsneutrale Schweiz.
Ved 8-tiden passeredes Lyon i 500 meters højde og et jagerfly fra Meyzieu øst for byen sendtes afsted og jagede luftskibet mod syd over Saint-Marcellin (Isère), men over Vercors-højlandet måtte flyet opgive og vende om med benzin-mangel.
Waldemar Kölle valgte kl. 10.50 at nødlande på en tørlagt ø ved Buëch-flodens venstre flodbred i kommunen Mison tæt på Laragne-Montéglin (nord for Sisteron) i regionen Provence-Alpes-Côte d'Azur i Sydøstfrankrig.
Ikke alle mand nåede at springe ud i første omgang, men resten nåede senere sikkert ud, efter luftskibet havde lagt sig mod bjergsiden langs floden.
Den i alt 19 mand besætning forsøgtes stoppet af landmandskonen madame Dupont, som ikke kunne forhindre, at luftskibet til sidst blev skudt i brand med en signalpistol.

### Forhør og krigsfangenskab
Om eftermiddagen lørdag den 20. oktober vistnok omkring kl. 16 førtes den i alt 19 mand store besætning til Laragne, hvor de kom under det første forhør af lokale gendarmer. Ifølge andre kilder kørtes de til Sisteron og interneredes der.
Waldemar Kölle kom under forhør af lederen af det tyske departement major French og nedskrev 1. november 1917 en beretning om forhøret, som det senere lykkedes en udvekslet fange at udsmugle i sin støvlehæl til luftskibschef Peter Strasser i Nordholz, som modtog den 25. april 1918.
Heri afsløredes, at den britiske efterretningstjeneste Naval Intelligence Division havde detaljerede opdaterede informationer om de tyske marineluftskibe og alle deres kommandanter, bl.a. om Bockholts tophemmelige Afrika-mission.
Advarslen resulterede i, at 3 personer fra luftskibsbasen i Tønder og 2 fra Nordholz kom under mistanke for spionage og siges at være blevet skudt.
De nærmere omstændigheder bliver næppe opklaret, eftersom arkivmaterialet er gået tabt.

L 45's besætning holdtes som krigsfanger indtil 1. verdenskrigs afslutning, hvor de blev frigivet, bortset fra Waldemar Kölle, som mentes at have begået krigsforbrydelser ved at myrde civile i henhold til Versaillestraktatens § 228.
Han forblev fængslet i Roanne indtil 1921, men løsladtes derpå uden sigtelse.

## Eksterne links
1. ↑  Zeppelin over Essex Arkiveret 12. februar 2015 hos  Wayback Machine - 1914-1918.invisionzone.com
2. ↑  The war in the air - Being the Story of the part played in the Great War by the Royal Air Force, af H.A. Jones (1935), side 97
3. ↑  The Silent Raid Arkiveret 28. december 2014 hos  Wayback Machine - London 1914-17: The Zeppelin Menace, af Ian Castle (2008). ISBN 978-1-84603-245-5
4. ↑  The Silent Raid - Traduction des pages 86 à 89 Arkiveret 12. februar 2015 hos  Wayback Machine - lzdream.net
5. ↑  Silent Raid - The untold story Arkiveret 23. december 2014 hos  Wayback Machine - crossandcockade.com
6. ↑  The silent raid Arkiveret 12. februar 2015 hos  Wayback Machine - vimu.info (dansk)
7. ↑  Angriff eines Luftschiffgeschwaders auf England - Vier Luftschiffe auf französisches Gebiet verschlagen (Der Weltkrieg am 21. Oktober 1917) - stahlgewitter.com
8. ↑  The German air raids on Great Britain, 1914-1918 Arkiveret 23. december 2014 hos  Wayback Machine - naval-military-press.com
9. ↑  L45, L50 et le L55 Arkiveret 12. februar 2015 hos  Wayback Machine - lzdream.net
10. ↑  Parkwood Street, Northampton: Zeppelin Raid - BBC 28. maj 2014
11. ↑  The Airship Arkiveret 1. februar 2014 hos  Wayback Machine - cottonites.co.uk
12. ↑  Museum Bombed! Arkiveret 12. februar 2015 hos  Wayback Machine - sywellaerodrome.co.uk
13. ↑  Bomb from deadly Zeppelin raid to go on display Arkiveret 12. februar 2015 hos  Wayback Machine - northamptonchron.co.uk
14. ↑  The Baby Killers: German Air Raids on Britain in the First World War, af Thomas Fegan (2013). ISBN 978-0-85052-893-0
15. ↑  When a Zeppelin flew over Kilburn - westhampsteadlife.com
16. ↑  Raid 9: 19 Oct 1917 (Zeppelins over London) - Google Maps
17. ↑  Changed Tactics (The Air Assassins) - Dominion 19. marts 1919
18. ↑  Bomb damage: war comes to Camberwell - bridgetonowhere.friendsofburgesspark.org.uk
19. ↑  The Zeppelin Attack on Hither Green - runner500.wordpress.com
20. ↑  World War I Air Raid, 19/20 October 1917 Air Raid - lewishamwarmemorials.wikidot.com
21. ↑  A Laragne Arkiveret 12. februar 2015 hos  Wayback Machine (Le Raid des Zeppelins) - L'Express du Midi 21. oktober 1917
22. ↑  Le désastre des zeppelins en France - L'Impartial 22. oktober 1917
23. ↑  Le Zeppelin L 45 Echoué à Laragne le 20 Octobre 1917 - cartalpes.fr
24. ↑  Histoire du L45 dit « Zeppelin de Laragne » - ubaye-en-cartes.e-monsite.com
25. ↑  Zeppelin tombé à Laragne le 20 octobre 1917 - acbiviers-unc-dauphine.com
26. ↑  Sujet: chute de zeppelin dans les hautes alpes? Arkiveret 18. december 2014 hos  Wayback Machine - pages14-18.mesdiscussions.net
27. ↑  L'atterissage du zeppelin L45 à Laragne-Monteglin le 20 octobre 1917 - sylviedamagnez.canalblog.com
28. ↑  L45 : Atterrisage forcé Arkiveret 12. februar 2015 hos  Wayback Machine - lzdream.net
29. ↑  French bring down five zeppelins - New York Times 21. oktober 1917
30. ↑  Zeppelin Raids - Otago Daily Times 23. oktober 1917
31. ↑  The Zeppelin Raids - Colonist 25. oktober 1917
32. ↑  Vzducholodě v první světové válce (technický rozvoj) - valka.cz
33. ↑  Skudt for spionage (En Luftskibsbase i Tønder) - dengang.dk
34. ↑  Einige Aspekte zur Afrika-Fahrt des Marine-Luftschiffes L 59 Arkiveret 6. august 2014 hos  Wayback Machine - traditionsverband.de
35. ↑  Bill Woerlee Arkiveret 12. februar 2015 hos  Wayback Machine - craigcrawford.com